# Giovanni Gioseffo dal Sole
Giovanni Gioseffo dal Sole (Bologne, 10 décembre 1654 – 22 juillet 1719) est un peintre et graveur italien de l'école bolonaise du baroque tardif.

## Biographie
Son père, Giovanni Antonio Maria, a été un peintre de paysages éduqué par  Francesco Albani.
Giovanni Gioseffo dal Sole fait son apprentissage auprès de  Domenico Maria Canuti, et en 1672, il entre dans l'atelier romain de  Lorenzo Pasinelli.
Il peint les fresques de la coupole de  Santa Maria dei Poveri à Bologne, et un retable de la Sainte Trinité (1700) pour l'église du  Suffragio à Imola.
Il aurait été le collaborateur de Giuseppe Maria Crespi.
Il est un des peintres en vogue choisis pour les peintures à sujets mythologiques de la restauration de la galerie Aenid du  Palazzo Buonaccorsi à Macerata.
Felice Torelli et sa femme, Lucia Casalini, Antonio Beduzzi, Francesco Monti, Gioseffo Vitali et Donato Creti furent parmi ses élèves, comme Teresa Muratori Scannabecchi, disciple de Pasinelli et Sirani.

## Œuvres

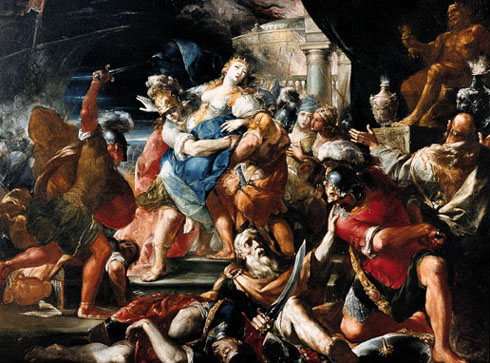
La Mort de Priam

- Diane et Cupidon et Extase de Marie-Madeleine (1682), Palazzo Spalletti-Trivelli de Bologne
- Salomé et saint Jean-Baptiste, Fitzwilliam Museum
- Le Jugement de Pâris et fresques du Palazzo Mansi à Lucques
- Saint André Apôtre, église paroissiale de Balignano
- Hercule et Omphale, Staatliche Kunstsammlungen, Gemäldegalerie, Dresde
- Lucrèce, (1685), Galerie Sabauda (Turin)
- La Peinture personnifiée dans un paysage, Musée des beaux-arts de Bordeaux
- La Mort de Priam, coll. priv.
- Madeleine pénitente